# 佩拉鎮區 (伊利諾伊州福德縣)
佩拉鎮區（英語：Pella Township）是位於美國伊利諾伊州福特縣的一個行政鎮區。

## 地方資料
根據2010年美國人口普查的數據，佩拉鎮區的面積為93.60平方千米，當中陸地面積為93.60平方千米，而水域面積為0.00平方千米。當地共有人口168人，而人口密度為每平方千米1.79人。